# Кубок Іраку з футболу 2023—2024
Кубок Іраку з футболу 2023-24 — 34-й розіграш кубкового футбольного турніру в Іраку.

## Календар
| Раунд        | Дата               | Матчі | Клуби  |
| ------------ | ------------------ | ----- | ------ |
| Перший раунд | 26–27 січня 2024   | 10    | →      |
| Другий раунд | 3–4 лютого 2024    | 10    | →      |
| 1/8 фіналу   | 12–14 березня 2024 | 8     | 16 → 8 |
| 1/4 фіналу   | 9 квітня 2024      | 4     | 8 → 4  |
| 1/2 фіналу   | 7 липня 2024       | 2     | 4 → 2  |
| Фінал        | 10 липня 2024      | 1     | 2 → 1  |

## 1/8 фіналу
| Команда 1       | Рахунок      | Команда 2           |
| --------------- | ------------ | ------------------- |
| 12 березня 2024 |              |                     |
| Нафт Майсан     | 1:0          | Аль-Карма           |
| Аль-Кахраба     | 1:2          | Невроз              |
| 13 березня 2024 |              |                     |
| Заху            | 0:0 пен. 3:4 | Аш-Шурта            |
| Аль-Завраа      | 1:1 пен. 4:2 | Карбала             |
| Ат-Талаба       | 0:0 пен. 4:5 | Аль-Нафт            |
| Аль-Наджаф      | 0:0 пен. 7:8 | Аль-Кува Аль-Джавія |
| 14 березня 2024 |              |                     |
| Аль-Карх        | 0:1          | Ербіль              |
| Аль-Мінаа       | 1:0          | Аль-Худод           |

## 1/4 фіналу
| Команда 1           | Рахунок      | Команда 2   |
| ------------------- | ------------ | ----------- |
| 9 квітня 2024       |              |             |
| Аль-Мінаа           | 0:2          | Аш-Шурта    |
| Аль-Нафт            | 1:1 пен. 3:0 | Ербіль      |
| Аль-Кува Аль-Джавія | 3:0          | Нафт Майсан |
| Аль-Завраа          | 3:0          | Невроз      |

## 1/2 фіналу
| Команда 1           | Рахунок | Команда 2  |
| ------------------- | ------- | ---------- |
| 7 липня 2024        |         |            |
| Аш-Шурта            | 1:0     | Аль-Нафт   |
| Аль-Кува Аль-Джавія | 1:0     | Аль-Завраа |

## Фінал
| Команда 1     | Рахунок | Команда 2           |
| ------------- | ------- | ------------------- |
| 10 липня 2024 |         |                     |
| Аш-Шурта      | 1:0     | Аль-Кува Аль-Джавія |